# Eilema cohabitans
Eilema cohabitans är en fjärilsart som beskrevs av De Toulgoët 1960. Eilema cohabitans ingår i släktet Eilema och familjen björnspinnare. Inga underarter finns listade i Catalogue of Life.